# Карагайка
Карага́йка (рос. Карагайка) — селище у складі Красногорського району Алтайського краю, Росія. Входить до складу Красногорської сільської ради.

## Населення
Населення — 125 осіб (2010; 160 у 2002).
Національний склад (станом на 2002 рік):
- росіяни — 97 %